# Jægerspris
För andra betydelser, se Jægerspris (olika betydelser).
Jægerspris är en ort i Danmark. Den ligger i Frederikssunds kommun och Region Hovedstaden, 40 kilometer nordväst om Köpenhamn. Antalet invånare är 4 226. Närmaste större samhälle är Frederikssund, 6 kilometer öster om Jægerspris.